# 텍사코
텍사코 주식회사(Texaco, Inc., "The Texas Company")는 미국 셰브런의 자회사다. 1901년 보몬트에서 창립되었다.

## 같이 보기
- 셰브론
- 칼텍스